# Doeringiella holmbergi
Doeringiella holmbergi är en biart som först beskrevs av Carlos Schrottky 1913.  Doeringiella holmbergi ingår i släktet Doeringiella och familjen långtungebin. Inga underarter finns listade i Catalogue of Life.